# 人民路街道 (白银市)
人民路街道，是中华人民共和国甘肃省白银市白银区下辖的一个乡镇级行政单位。

## 行政区划
人民路街道下辖以下地区：
中心街社区、五星街社区、五一街社区、西村社区、人民路社区和水川路社区。